# Kung Sverker (fartyg)

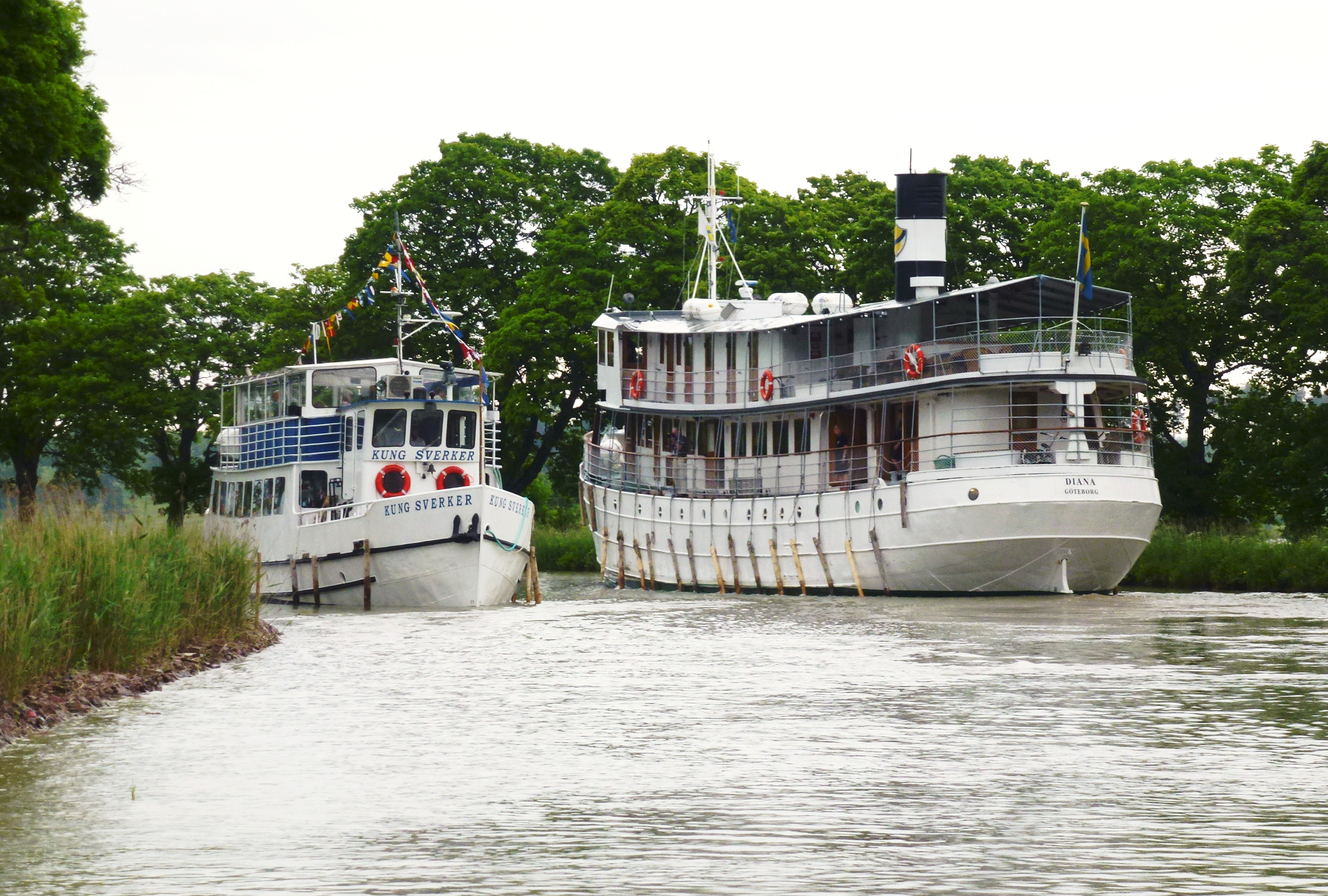
Kung Sverker möter M/S Diana på Göta kanal, Ljungs västra bro.

Kung Sverker är ett fartyg byggt 1907 vid Paul Wahl & Co i Varkaus i Finland som bogserbåt med namnet Tornator III. Skrovet är av stål.
Fartyget har ursprungligen varit utrustat med en ångmaskin.
Nuvarande maskineri ger fartyget en fart av 10 knop. Passagerarkapaciteten är 75 passagerare. Nuvarande hjälpmaskin är en Perkins M90.

| Fartygsdata | Vid leverans från varv | Idag        |
| ----------- | ---------------------- | ----------- |
| Längd öa    | -                      | 22,86 meter |
| Bredd       | -                      | 4,80 meter  |
| Djupgående  | -                      | 2,50 meter  |
| Brt/Nrt     | -                      | 67/20 ton   |

## Historik

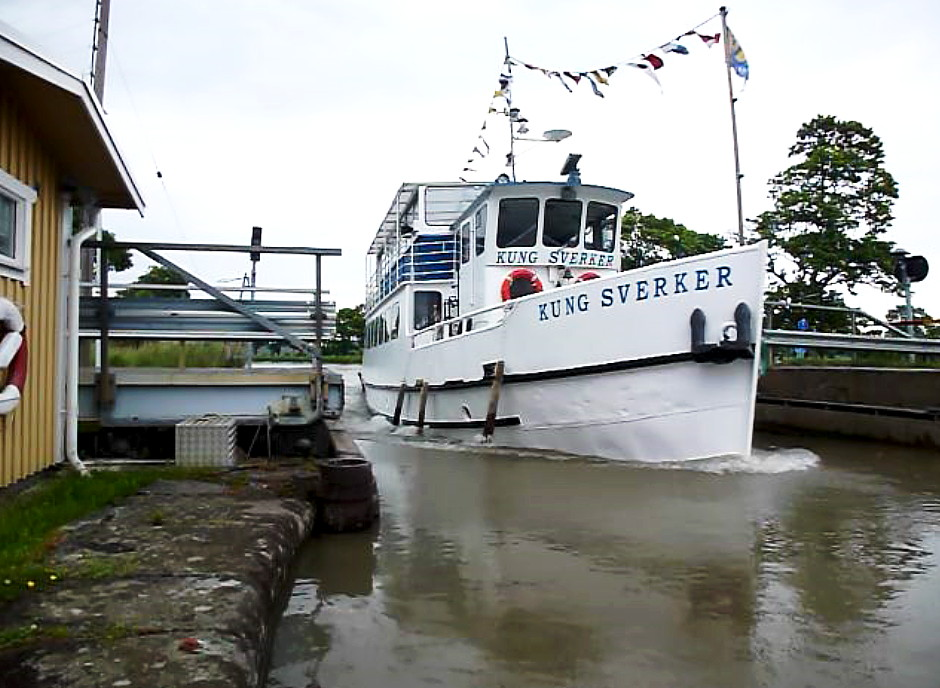
Kung Sverker vid Ljungs västra bro.

- 1907	Fartyget levererades från Paul Wahl & Co till Ab Tornator i Imatra, Nyslott, Finland. Det sattes i trafik som bogserbåt på Saimaasjöarna.
- 1931	AB Tornator köptes av Enso-Gutzeit OY i Helsingfors som även övertog fartyget. Det döptes om till Uuno.
- 1965	En hjälpmaskin, en Valmet om 31 hk, installerades.
- 1967	Fartyget var upplagt.
- 1971	Fartyget köptes av Pirttisaaren Lomakylä OY i Joensuu]. Det sattes i trafik på sjön Evijärvi.
- 1974	Fartyget byggdes om till passagerarfartyg vid Enso-Gutzeit i Usakeyhtio i Nyslott. Det döptes om till Pirttisaari. Ångmaskinen ersattes av en Scania DS 11 om 240 hk.
- 1977	Fartyget köptes av Nurmeksen Pikapalvelu, Matti Tuurunen Ja Kumpp Ky i Nurmes. Det döptes om till Weera.
- 1987	20 maj. Fartyget köptes av Hangon Merimatkat (Tage Sandberg) i Hangö. Fartyget överfördes senare till Lohjan Järvimatkaily Ky (Tage Sandberg) i Hangö.
- 1988	20 oktober. Fartyget köptes av Motala Kanaltrafik AB i Motala för 440 000 finska mark. Det döptes om till Kung Sverker. Fartyget renoverades i Norrköping.
- 1989	11 maj. Fartyget anlände till Mem.
- 1989	13 maj. Premiärtur på Göta kanal.
- 2004	Motala Kanaltrafik AB övertogs av Olaf Svensson.
- 2006	21 juli. Fartyget assisterade Wilhelm Tham som grundstött utanför Vadstena.

## Om fartygets nuvarande namn
- Kung Sverker den äldre, död 25 december 1156, var först kung av Östergötland och senare kung av Sverige från ca 1130-1156. Han har gett namn åt den Sverkerska ätten.
- Kung Sverker den äldre hade sin kungsgård vid Ombergs sydsluttning, ca 35 km söder om M/S Sverkers hemmahamn Motala.
- Kung Sverker den yngre (Sverker II) var sonson till kung Sverker den äldre. Han var född 1164, kung av Sverige 1196-1208, stupade 17 juli 1210 vid slaget vid Gestilren.